# 포충망

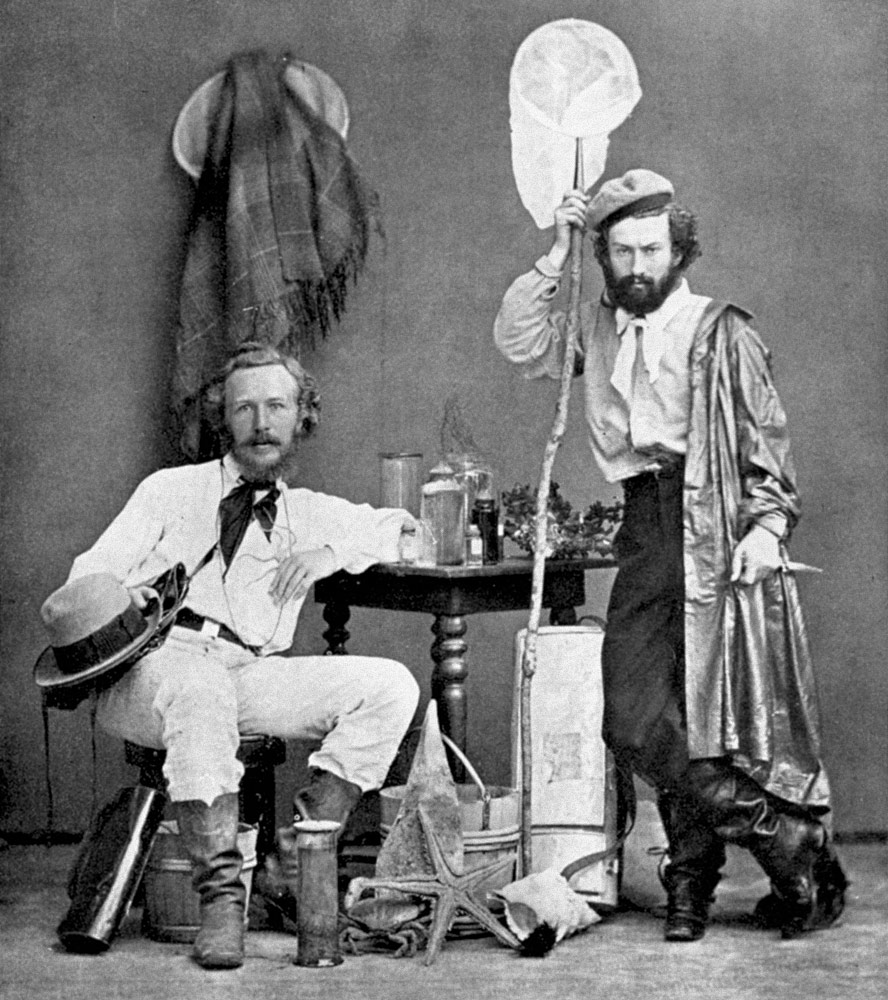
표본채집용 포충망을 든 에른스트 헤켈과 그 조교 니콜라이 미클루코마클라이. 1866년 사진.

포충망(entomology net)은 공중을 날아다니는 곤충을 포획하기 위해 사용되는 그물이다. 긴 자루 끝에 그물주머니를 매달아 만든다. 그물이 유연하고 부드럽다는 것을 제외하면 고기잡이에 쓰는 뜰채와 기본적인 원리는 같다. 어느 곤충을 잡느냐에 따라 매미채, 잠자리채, 나비채(butterfly net) 등으로 불리지만 모두 같은 것이다.